# 王致和

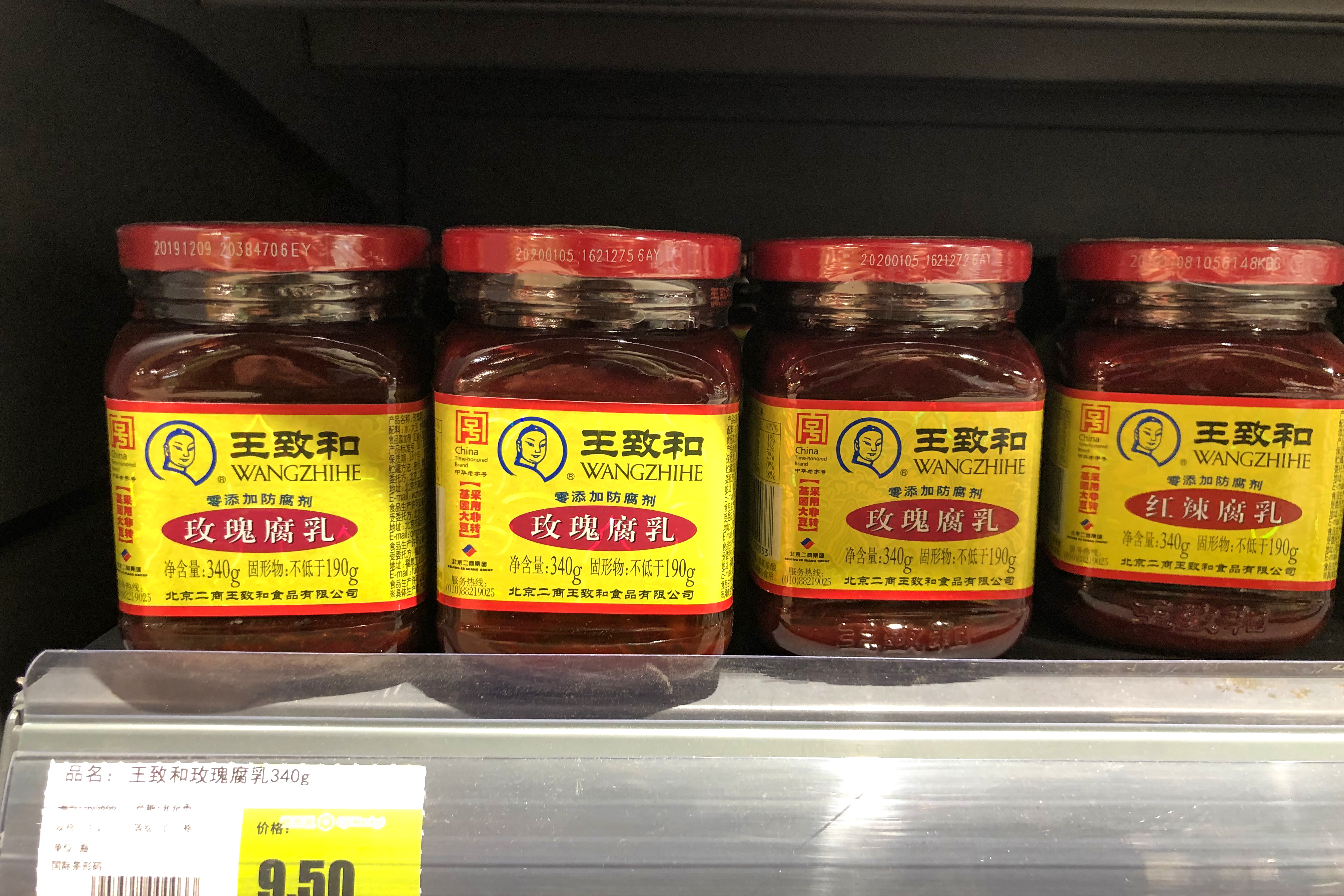
王致和の腐乳

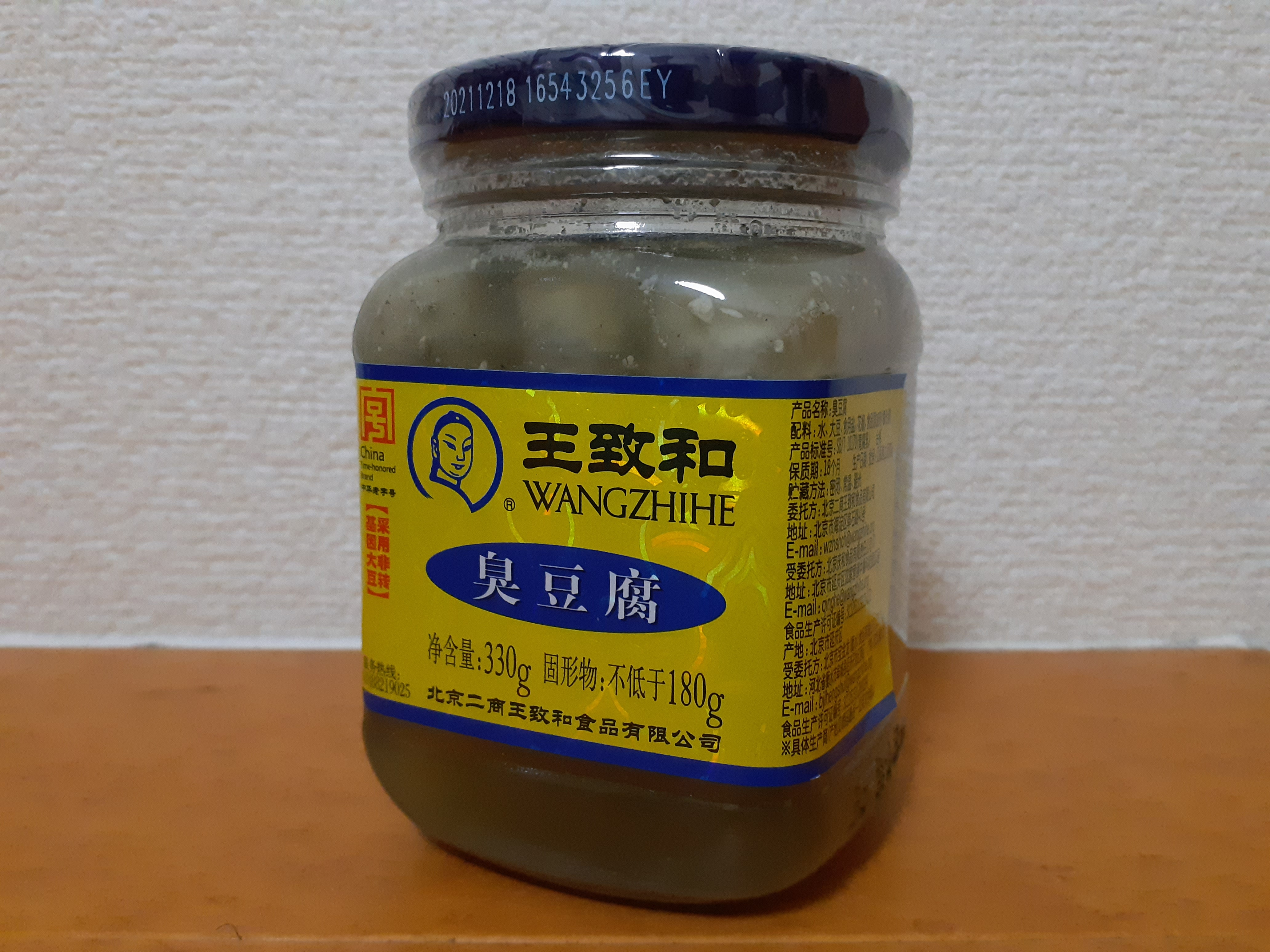
王致和の臭豆腐

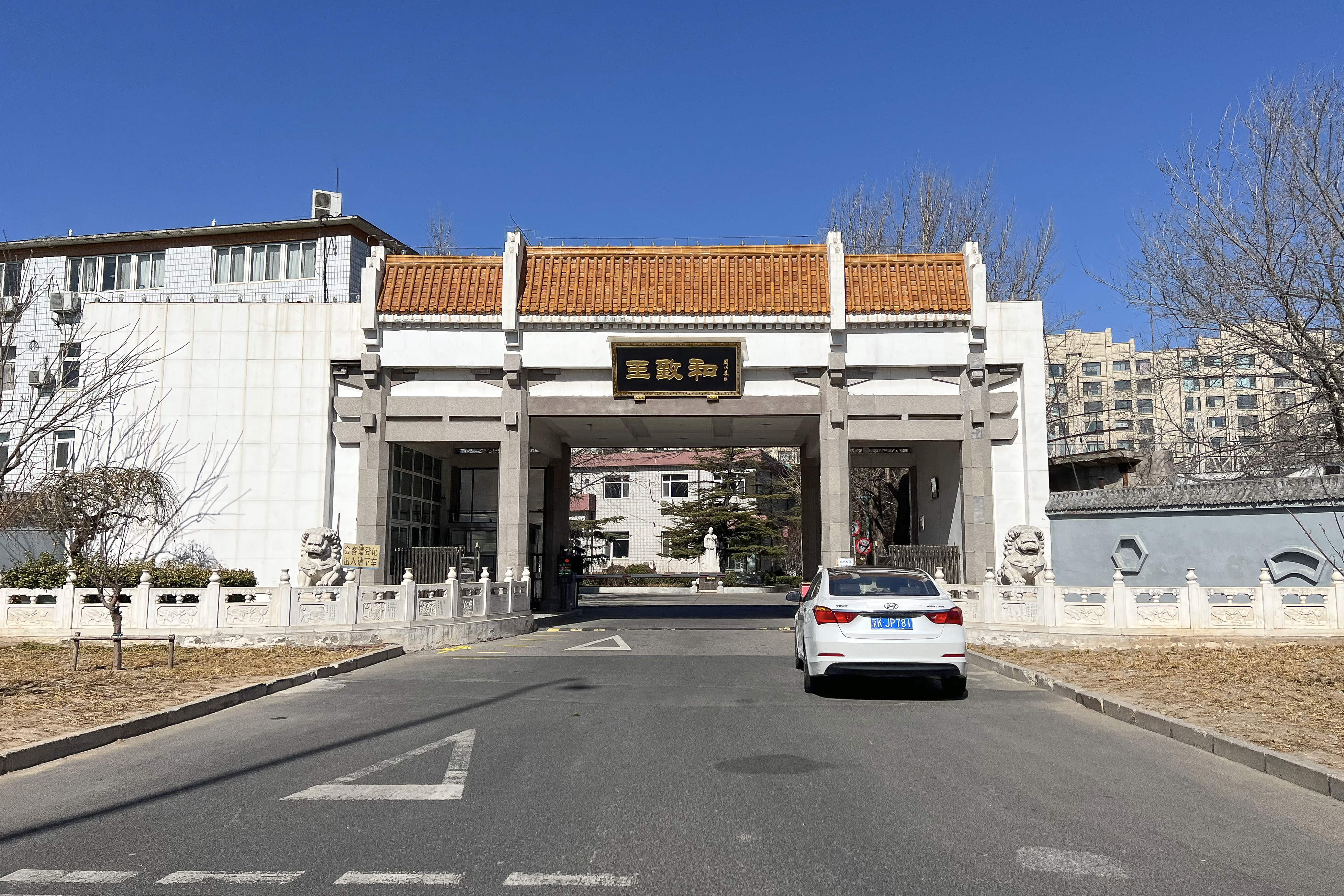
王致和の本社

王致和（拼音: wáng zhì hé、日本語読み: おうちわ、ワンチーホー、ワンヂーフーなど）は、中華人民共和国北京市の老舗調味料メーカー。腐乳と臭豆腐（青腐乳）を主な製品とする。国内だけでなく世界各地で販売されている。

## 製品
大塊腐乳（紅腐乳）と臭腐乳（青腐乳、臭豆腐）を主な製品とする。そのほか、玫瑰腐乳、紅辣腐乳、甜辣腐乳、桂花腐乳、五香腐乳、霉香腐乳、白菜辣腐乳、火腿腐乳、蝦子腐乳、香菇腐乳などがある。腐乳以外にも、韮菜花醤（火鍋つけダレ）、葱姜料酒（料理酒）などがある。
腐乳は大豆を原料、紅酒・白酒・白砂糖・食塩を補助材料として、発酵を経て作られる。栄養豊富で健康食品としても食される。伝統的な製法を継承しつつ、国内の腐乳業界で最も機械化された工場を擁している。
中国国内ではスーパーマーケット、国外ではネット通販や中華物産店で購入できる。

## 歴史
清代の1669年（康熙8年）、安徽省に豆腐屋の息子の「王 致和」という人物がいた。彼は北京に上京して科挙（会試）を受験したが、不合格。再受験に備え、北京の安徽会館で豆腐を製造販売して滞在費を稼ぐことにした。節約のため、売れ残ってカビが生えた豆腐を、実家の腐乳製法を応用して塩漬けにして食べたところ、存外に美味だった。こうして発明された「王致和の臭豆腐」は、周囲からも好評だったため、1678年（康熙17年）、科挙を諦めて北京で「王致和南醤園」（王致和南酱园）を開業した。清代末期には、西太后も王致和の臭豆腐を好み、「青方」の美名を下賜した。なお異説として、清代の地方志『武清縣誌』では、王致和は武清県（現在の天津市武清区）の人とされる。
中華人民共和国期の1958年、現在の本社を北京市海淀区に公私合営で開設、年々事業を拡大する。
2008年、王致和の腐乳製法が国家級非物質文化遺産に登録。そのほか、中華老字号や中国馳名商標にも登録されている。
2009年、それまで親会社だった北京二商集団の再編に伴い、北京首農食品集団が親会社となる。
2010年、腐乳ミュージアム（腐乳科普馆）を本社に開設。
2019年、創業350周年記念イベントが催され、北京曲劇『王致和』の上演や、マスコットキャラクター「王小和」の発表などが行われた。